# Малько Іван Сергійович
Іва́н Сергі́йович Малько́ (5 квітня 1916 — 4 листопада 2015) — радянський військовик, у роки Німецько-радянської війни був командиром 3-го стрілецького батальйону 562-го стрілецького полку 165-ї стрілецької дивізії 70-ї армії, капітан. Герой Радянського Союзу (1945).

## Життєпис
Народився 5 квітня 1916 року в селі Черкаське (нині в межах міста Зимогір'я Слов'яносербського району Луганської області) в селянській родині. Українець. Закінчив 7 класів школи та Комуннарське фабрично-заводське училище. Отримав спеціальність доменщика по виплавці чавуну. Після першого призову до армії працював помічником бухгалтера на Черкаському цегельно-черепичному заводі.
До лав РСЧА призивався у 1937—1940 роках та з червня 1941 року з початком німецько-радянської війни відповідно.
У 1942 році закінчив курси молодших лейтенантів у Мічурінську Тамбовської області. З травня 1942 року — в діючій армії. Воював на Південному, Сталінградському, Брянському, 1-му та 2-му Білоруських фронтах. У боях був тричі поранений.
Особливо капітан І. С. Малько відзначився під час Берлінської операції. У квітні 1945 року у надважких умовах форсував річку Одер у порядках лише однієї з рот свого батальйону задля менших втрат. Захопив плацдарм і утримав його. У бою був поранений, але продовжував керувати батальйоном.
Після війни нетривалий продовжував службу в армії. Член ВКП(б) з 1944 року.
У 1946 році звільнений у запас. У 1969 році закінчив Донецький інститут радянської торгівлі. Багато років працював у системі торгівлі.
Мешкав у Луганську. Брав активну участь у ветеранському русі. Обирався головою ради районної організації ветеранів міста Луганська, членом президії ради обласної організації ветеранів.
Помер 4 листопада 2015. Прощання з І. Малько пройшло в Луганському академічному російському драматичному театрі імені Павла Луспекаєва при дотриманні всіх військових почестей. Похований на почесній алеї Меморіального комплексу «Гостра Могила».

## Нагороди і почесні звання
29 червня 1945 року капітану Івану Сергійовичу Мальку присвоєно звання Героя Радянського Союзу. Заслужений працівник торгівлі Української РСР. Почесний ветеран України. Почесний громадянин міста Луганська. 
Також нагороджений:
- орденом Леніна
- орденом Червоного Прапора
- орденом Олександра Невського
- 2-ма орденам Вітчизняної війни 1 ступеня
- Українським орденом Богдана Хмельницького 1-го ступеня [2]
- Українським орденом Богдана Хмельницького 2-го ступеня [3]
- Українським орденом Богдана Хмельницького 3-го ступеня [4]
- медалями

## Цікаві факти
- Форсування Одеру підрозділом І.С.Малька відбувалось на помірно невеликих дитячих надувних кругах з німецьких магазинів, де їх вистачило на кілька рот. Радянськими воїнами вони називались «янголятами» через наявність характерних плавців. Кожному учаснику форсування було надано також по цілій флязі зі спиртом, так як за планом необхідно було знаходитись близько двох діб у воді, підпливаючи до німецьких позицій лише вночі.